# Łebki (województwo śląskie)
Łebki – wieś w Polsce położona w województwie śląskim, w powiecie lublinieckim, w gminie Herby.
Wieś położona jest nad Liswartą, na jej terenie znajduje się Rezerwat przyrody Cisy w Łebkach założony wpierw w roku 1924, a następnie w roku 1957. Cała miejscowość leży na terenie Parku Krajobrazowego Lasy nad Górną Liswartą.
Łebki leżą na terenie ziemi kłobuckiej, która jest częścią historycznej Małopolski, tuż przy granicy z ziemią lubliniecką, położoną w historycznych granicach Górnego Śląska. 
W okresie międzywojennym stacjonowała w miejscowości placówka Straży Celnej „Łebki”.
W latach 1975–1998 miejscowość administracyjnie należała do województwa częstochowskiego.
Po Reformie administracyjnej w Polsce (1999), znalazły się w granicach
powiatu lublinieckiego.
W roku 2006 w pobliżu miejscowości zbudowana została leśna kapliczka jako pamiątka ukazania się Matki Boskiej jednej z mieszkanek miejscowości.

## Galeria

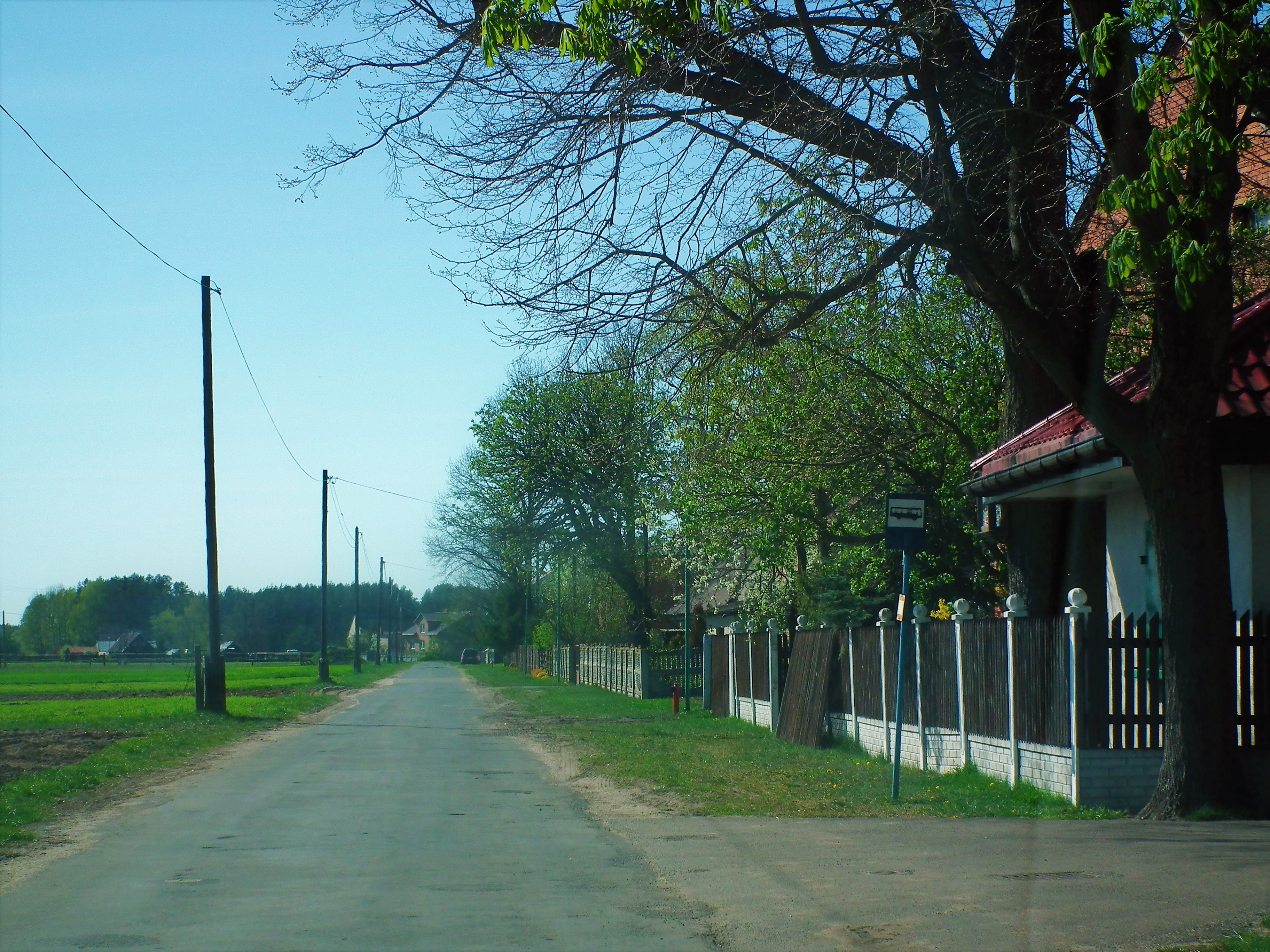
Zabudowa wsi
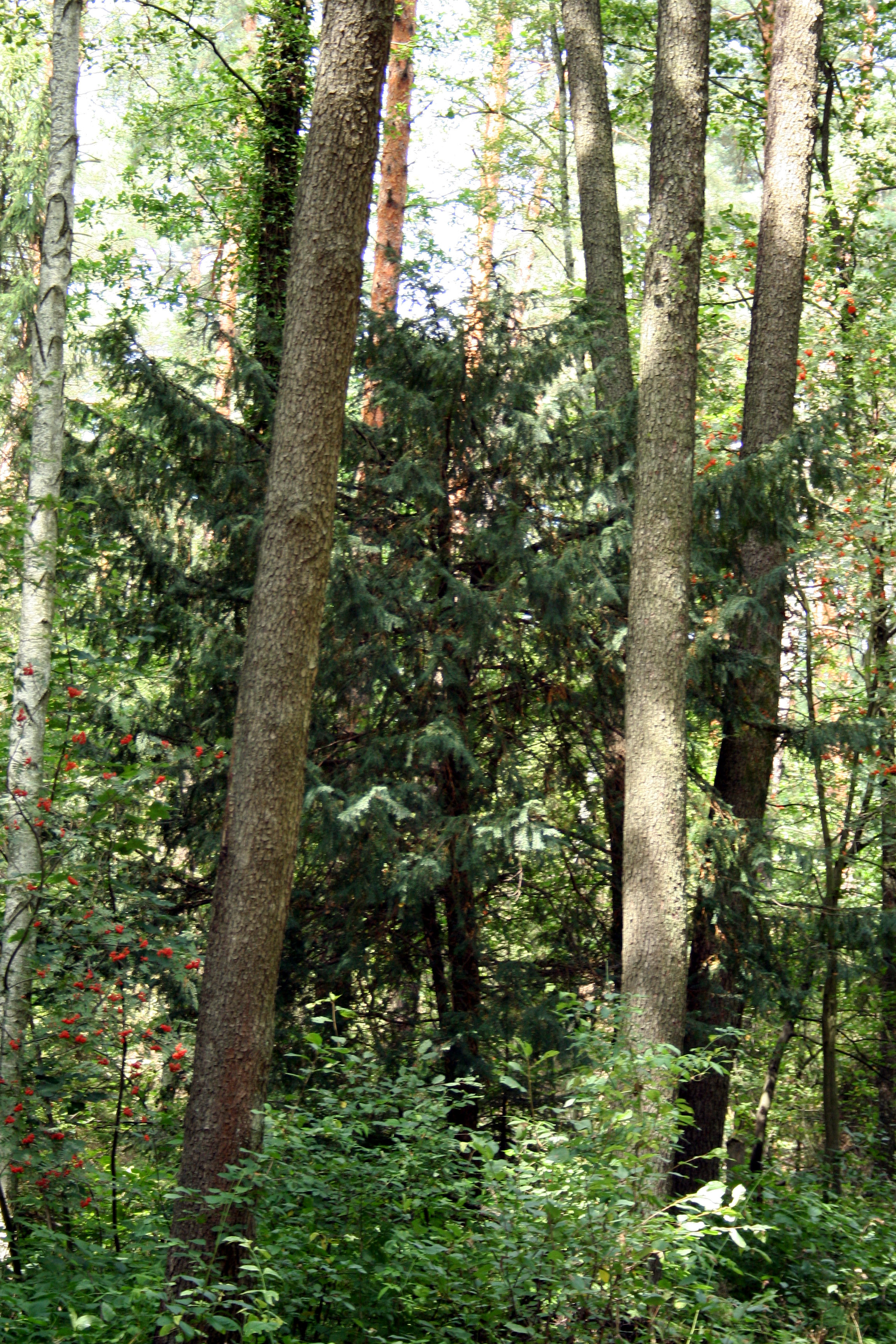
Fragment rezerwatu Cisy w Łebkach
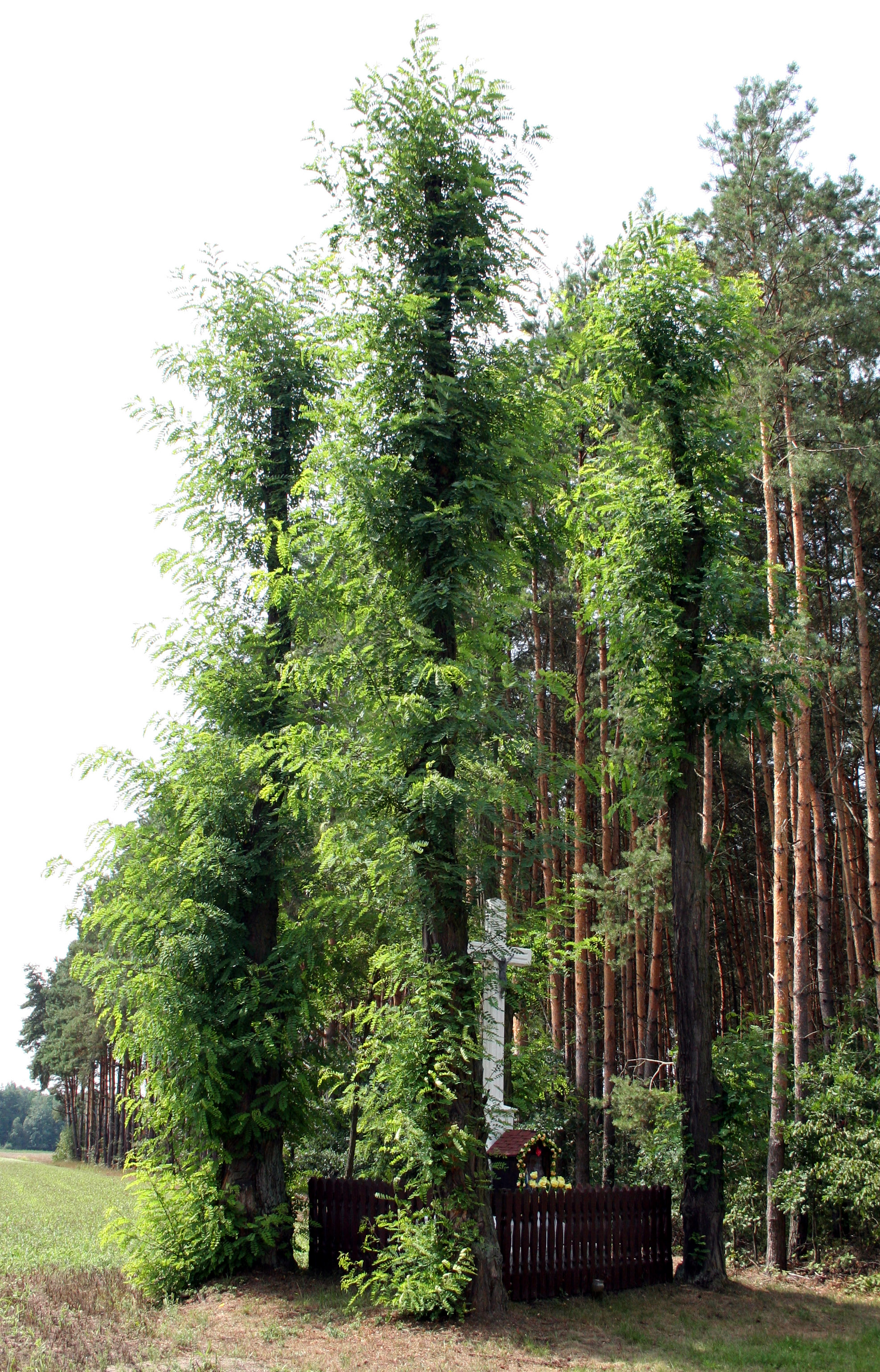
kapliczka w Łebkach
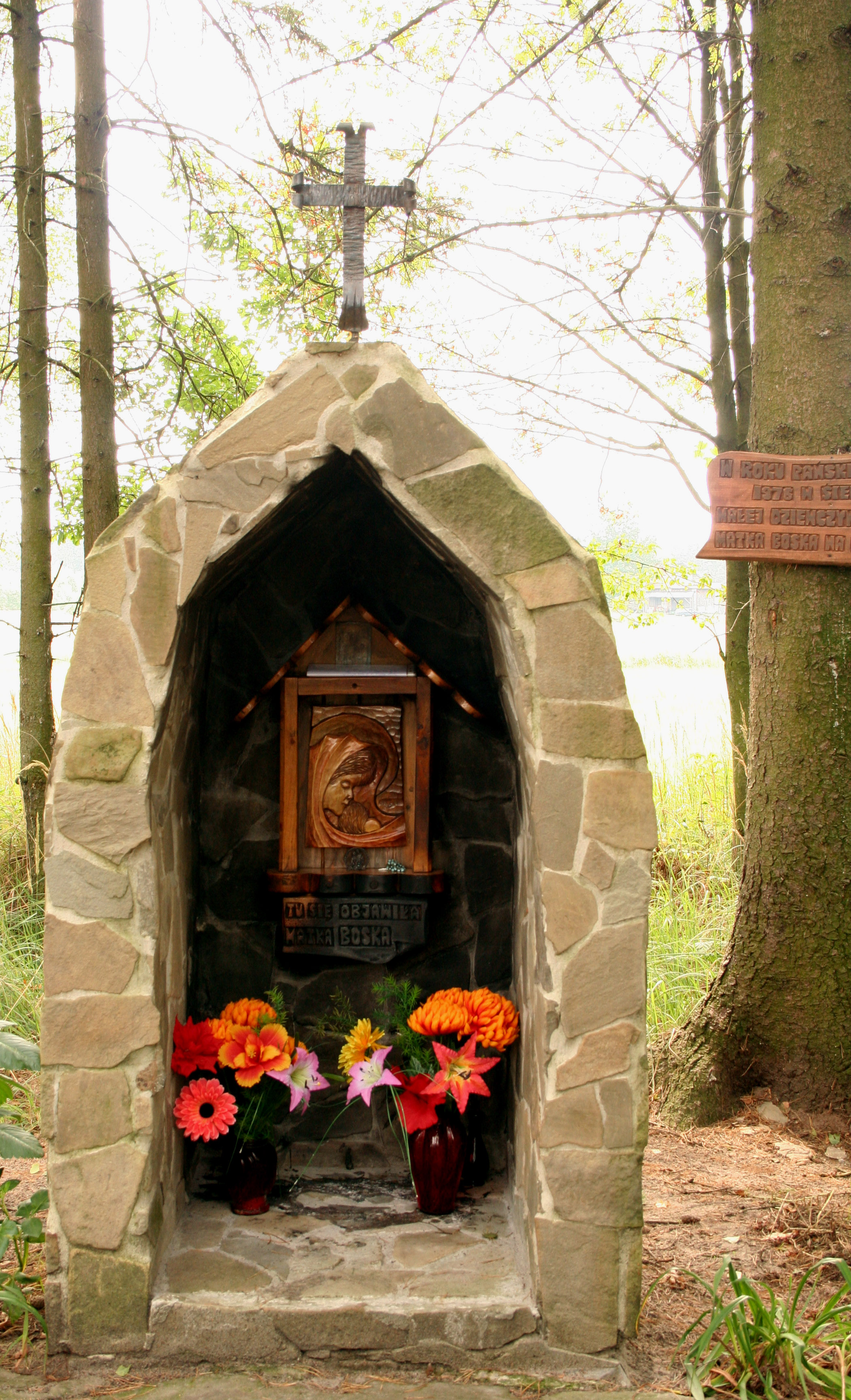
kapliczka w pobliżu Łebków, gdzie ukazać się miała Matka Boska